# Terrance Roberson
Terrance Lamar Roberson (Saginaw, 30 dicembre 1976) è un ex cestista statunitense.

## Palmarès
- USBL: 1

Pennsylvania ValleyDawgs: 2001
- Campionato ucraino: 1

B.K. Kiev: 2004-05